# Gonolobus sandersii
Gonolobus sandersii är en oleanderväxtart som beskrevs av W.D.Stevens. Gonolobus sandersii ingår i släktet Gonolobus och familjen oleanderväxter. Inga underarter finns listade i Catalogue of Life.